# ウラジーミル・スミルノフ
ウラジーミル・イワノヴィチ・スミルノフ（Влади́мир Ива́нович Смирно́в、Vladimir Ivanovich Smirnov、1887年6月10日 - 1974年2月11日）は、ロシアの数学者。

## 略歴
1887年にサンクトペテルブルクに生まれる。1910年にサンクトペテルブルク大学卒業。スミルノフはウラジーミル・ステクロフの指導の下で学位を取得した。1915年にサンクトペテルブルク（レニングラード）大学教授昇任。1932年に科学学士院通信会員選出、1943年に科学学士院正会員選出。1947年にはついにレーニン勲章をうけた。
1948年に『スミルノフ高等数学教程』全5巻の著作によりスターリン賞をうけた。スミルノフの高名な弟子の中には、セルゲイ・ソボレフ、ソロモン・ミカーリン、線形計画法の先駆的業績により1975年ノーベル経済学賞を受賞したレオニート・カントロビッチらがいる。

## 著書

### 概略
ロシア連邦では『高等数学教程』、日本では『スミルノフ高等数学教程』、イギリスでは『A COURSE OF Higher Mathematics』として知られている書籍で著名である。ただし、1970年代に第IV巻はロシアで改訂がなされており、1979年までに大きく内容が変化しているためIV-1とIV-2に分かれた。この改訂版の日本語訳は存在しない。以下は、全てスミルノフ生前に翻訳がなされた版である。

### 日本語版
日本語訳はすべて1962年までの版に基づいており、現行改訂版ではない。
- スミルノフ 著、福原満洲雄　他 訳『高等数学教程(1)  I巻[第一分冊]』（新）共立出版株式会社、1958年。ISBN 978-4320010154。
  - 函数関係と極限の理論 導函数の概念とその応用 積分の概念とその応用
- スミルノフ 著、福原満洲雄　他 訳『高等数学教程(2)  I巻[第二分冊]』（新）共立出版株式会社、1958年。ISBN 978-4320010161。
  - 級数およびその近似計算への応用 多変数の函数 複素数 高等代数学の初歩と函数の積分
- スミルノフ 著、福原満洲雄　他 訳『高等数学教程(3) II巻[第一分冊]』（新）共立出版株式会社、1958年。ISBN 978-4320010178。
  - 常微分方程式　線型微分方程式と微分方程式論補遺 重積分と線積分、広義の積分とパラメーターを含む積分
- スミルノフ 著、吉田耕作　他 訳『高等数学教程(4) II巻[第二分冊]』（新）共立出版株式会社、1959年。ISBN 978-4320010185。
  - ベクトル解析と場の理論 微分幾何学の基礎 フーリエ級数 数理物理学の偏微分方程式
- スミルノフ 著、福原満洲雄　他 訳『高等数学教程(5) III巻一部[第一分冊]』（新）共立出版株式会社、1960年。ISBN 978-4320010192。
  - 行列式と方程式系の解法 線型変換と二次形式 群論の基礎と群の線型表現 （付録）行列の標準形への簡約
- スミルノフ 著、福原満洲雄　他 訳『高等数学教程(6) III巻二部[第一分冊]』（新）共立出版株式会社、1959年。ISBN 978-4320010208。
  - 函数論の基礎 等角写像と二次元の場 留数の理論の応用 整函数と有理型函数
- スミルノフ 著、福原満洲雄　他 訳『高等数学教程(7) III巻二部[第二分冊]』（新）共立出版株式会社、1959年。ISBN 978-4320010215。
  - 多変数の函数と行列の函数 線型微分方程式 数理物理学における特殊函数
- スミルノフ 著、福原満洲雄　他 訳『高等数学教程(8) IV巻[第一分冊]』（新）共立出版株式会社、1958年。ISBN 978-4320010222。
  - 積分方程式 変分法
- スミルノフ 著、福原満洲雄　他 訳『高等数学教程(9) IV巻[第二分冊]』（新）共立出版株式会社、1961年。ISBN 978-4320010239。
  - 偏微分方程式の一般的理論
- スミルノフ 著、福原満洲雄　他 訳『高等数学教程(10) IV巻[第三分冊]』（新）共立出版株式会社、1962年。ISBN 978-4320010246。
  - 境界値問題
- スミルノフ 著、福原満洲雄　他 訳『高等数学教程(11) V巻[第一分冊]』（新）共立出版株式会社、1962年。ISBN 978-4320010253。
  - スティルチェス積分 集合函数とルベーグ積分 集合函数 絶対連続性 一般の積分の概念
- スミルノフ 著、福原満洲雄　彌永昌吉　他 訳『高等数学教程(12) V巻[第二分冊]』（新）共立出版、1962年。ISBN 978-4320010260。
  - 距離空間とノルム空間 ヒルベルト空間

#### 日本語版のスミルノフ高等数学教程について
各巻の章構成からも明らかなように、物理数学の色彩の強い教程である。これは本書が、スミルノフ教授のレニングラード大学（当時、現サンクトペテルブルク大学）の物理学科学生に対する多年の講義に基づいて書かれているためである。高等数学教程(1) I巻[第一分冊]の訳者序文より引用する。

わが国の大学教養課程の程度の微分・積分法よりはじまり、線形代数・群論・作用素論なども含めて、函数論・微分方程式論など解析学の諸部門およびそれらと物理学との関連にいたるまでを懇切に解説したものである。
その目的とするところは、これらの諸理論を単に説き来り説き去るというのではなく、物理学や科学技術の領域に必須な事柄を豊富に取り扱いつつ、数学的諸方法を十分に理解せしめ、自らこれらを駆使し得る段階にまで読者を導こうとすることにある。したがってその説明はいたるところ懇切丁寧であって、しかも全体を一貫した方針でつらぬいている。
わが国においても数学やその応用に関する幾多のすぐれた著作が出版されているが、このような特徴をもった書物はその類を見ない。この書の邦訳が、わが国の多数の理工科系の学生諸君および研究者諸氏に役立つことを、訳者一同心より願う次第である。

#### 翻訳者
50音順に並べる。
- 相沢貞一
- 伊勢幹夫
- 彌永昌吉
- 岩堀長慶
- 笠原乾吉
- 河田敬義
- 久賀道郎
- 小松勇作
- 斉藤正彦
- 渋谷泰隆
- 志村五郎
- 所沢久雄
- 新納文男
- 吹田信之
- 菅原正夫
- 杉浦光夫
- 谷山豊
- 田村二郎
- 中村得之
- 一松信
- 福原満洲雄
- 藤崎源二郎
- 古屋茂
- 三村征雄
- 三井孝美
- 村瀬一郎
- 森繁雄
- 柳原二郎
- 山崎圭次郎
- 山崎三郎
- 吉田耕作

### アメリカ英語版
マグロウヒル・エデュケーションから1961年に出版された内容と同一のリプリントである。
- Smirnov, V.I. Richard A. Silverman訳 (2014). Linear Algebra and Group Theory. Dover Books on Mathematics (reprint ed.). Dover Publications. ISBN 978-0486482224

### イギリス英語版
1964年までの版に基づいている。第4巻の改訂版は訳出されなかったが、第5巻は初版ではなく改訂版で訳出された。第5巻の初版は訳出されなかった。
- A COURSE OF Higher Mathematics Vol.1 by V. I. Smirnov PERGAMON PRESS International Series of Monographs in PURE AND APPLIED MATHEMATICS Vol.57 1964
- A COURSE OF Higher Mathematics Vol.2 by V. I. Smirnov PERGAMON PRESS International Series of Monographs in PURE AND APPLIED MATHEMATICS Vol.58 1964
- A COURSE OF Higher Mathematics Vol.3-1 by V. I. Smirnov PERGAMON PRESS International Series of Monographs in PURE AND APPLIED MATHEMATICS Vol.59 1964
- A COURSE OF Higher Mathematics Vol.3-2 by V. I. Smirnov PERGAMON PRESS International Series of Monographs in PURE AND APPLIED MATHEMATICS Vol.60 1964
- A COURSE OF Higher Mathematics Vol.4 by V. I. Smirnov PERGAMON PRESS International Series of Monographs in PURE AND APPLIED MATHEMATICS Vol.61 1964
- A COURSE OF Higher Mathematics Vol.5 by V. I. Smirnov PERGAMON PRESS International Series of Monographs in PURE AND APPLIED MATHEMATICS Vol.62 1964

### 簡体字中国語による旧版
中国では旧版と新版の二種が翻訳されている。これらはスミルノフ生前に翻訳された旧版であり、最も早く訳出された。第5巻は初版から訳出された。新版はスミルノフ高等数学教程を参照。
- 高等学校数学用書 高等数学教程第一巻第一分冊 高等教育出版社出版 1952年
- 高等学校数学用書 高等数学教程第一巻第二分冊 高等教育出版社出版 1952年
- 高等学校数学用書 高等数学教程第二巻第一分冊 高等教育出版社出版 1953年
- 高等学校数学用書 高等数学教程第二巻第二分冊 高等教育出版社出版 1953年
- 高等学校数学用書 高等数学教程第二巻第三分冊 高等教育出版社出版 1953年
- 高等学校数学用書 高等数学教程第三巻第一分冊 高等教育出版社出版 1956年
- 高等学校数学用書 高等数学教程第三巻第二分冊 高等教育出版社出版 1956年
- 高等学校数学用書 高等数学教程第三巻第三分冊 高等教育出版社出版 1956年
- 高等学校数学用書 高等数学教程第四巻第一分冊 高等教育出版社出版 1958年
- 高等学校数学用書 高等数学教程第四巻第二分冊 高等教育出版社出版 1958年
- 高等学校数学用書 高等数学教程第五巻第一分冊 高等教育出版社出版 1959年
- 高等学校数学用書 高等数学教程第五巻第二分冊 高等教育出版社出版 1959年